# Ivica Ivušić
Ivica Ivušić (Fiume, 1º febbraio 1995) è un calciatore croato, portiere dell'Hajduk Spalato e della nazionale croata.

## Carriera

### Club
Cresciuto nel settore giovanile del Rijeka, nel 2009 passa all'Inter, squadra di cui è sempre stato tifoso fin da bambino. Il 15 luglio 2014 viene ceduto in prestito al Prato, militante in Lega Pro; nell'estate successiva si trasferisce all'Istria 1961. Il 18 gennaio 2018 viene acquistato dall'Olympiacos. Dopo sei mesi trascorsi con la squadra greca, senza alcuna presenza collezionata, il 12 giugno fa ritorno in Croazia, firmando un quadriennale con l'Osijek.
Dopo quattro stagioni e mezzo con i bijelo-plavi, il 26 gennaio 2023 viene ceduto per la cifra di due milioni di euro ai cipriota del Pafos.

### Nazionale
Il 4 settembre 2021 sostituisce Dominik Livaković reduce da uno stiramento dell'adduttore nel match valevole per le qualificazioni a Qatar 2022 contro la Russia, debuttando così in nazionale maggiore nella partita vinta 0-1 contro la Slovacchia.
Il 9 novembre del 2022, viene inserito dal CT Zlatko Dalić nella lista dei convocati per i Mondiali di calcio in Qatar.

## Statistiche

### Presenze e reti nei club
Statistiche aggiornate al 12 dicembre 2024.
| Stagione           | Squadra            | Campionato         | Campionato | Campionato | Coppe nazionali | Coppe nazionali | Coppe nazionali | Coppe continentali | Coppe continentali | Coppe continentali | Altre coppe | Altre coppe | Altre coppe | Totale | Totale |
| Stagione           | Squadra            | Comp               | Pres       | Reti       | Comp            | Pres            | Reti            | Comp               | Pres               | Reti               | Comp        | Pres        | Reti        | Pres   | Reti   |
| ------------------ | ------------------ | ------------------ | ---------- | ---------- | --------------- | --------------- | --------------- | ------------------ | ------------------ | ------------------ | ----------- | ----------- | ----------- | ------ | ------ |
| 2014-2015          | Prato              | LP                 | 11         | -15        | CI+CI-LP        | 1+2             | -1 + -4         | -                  | -                  | -                  | -           | -           | -           | 14     | -20    |
| 2015-2016          | Istria 1961        | 1.HNL              | 5          | -8         | CC              | 0               | 0               | -                  | -                  | -                  | -           | -           | -           | 5      | -8     |
| 2016-2017          | Istria 1961        | 1.HNL              | 22         | -33        | CC              | 2               | -4              | -                  | -                  | -                  | -           | -           | -           | 24     | -37    |
| 2017-gen. 2018     | Istria 1961        | 1.HNL              | 15         | -20        | CC              | 0               | 0               | -                  | -                  | -                  | -           | -           | -           | 15     | -20    |
| Totale Istria 1961 | Totale Istria 1961 | Totale Istria 1961 | 42         | -61        |                 | 2               | -4              |                    | -                  | -                  |             | -           | -           | 44     | -65    |
| gen.-giu. 2018     | Olympiakos         | SL                 | 0          | 0          | CG              | 0               | 0               | UCL                | -                  | -                  | -           | -           | -           | 0      | 0      |
| 2018-2019          | Osijek             | 1.HNL              | 0          | 0          | CC              | 0               | 0               | UEL                | 0                  | 0                  | -           | -           | -           | 0      | 0      |
| 2019-2020          | Osijek             | 1.HNL              | 36         | -29        | CC              | 3               | -3              | UEL                | 2                  | -1                 | -           | -           | -           | 41     | -33    |
| 2020-2021          | Osijek             | 1.HNL              | 36         | -25        | CC              | 1               | -2              | UEL                | 1                  | -2                 | -           | -           | -           | 38     | -29    |
| 2021-2022          | Osijek             | 1.HNL              | 26         | -24        | CC              | 1               | -3              | UECL               | 4                  | -5                 | -           | -           | -           | 31     | -32    |
| 2022-gen. 2023     | Osijek             | 1.HNL              | 17         | -21        | CC              | 0               | 0               | UECL               | 2                  | -3                 | -           | -           | -           | 18     | -24    |
| Totale Osijek      | Totale Osijek      | Totale Osijek      | 115        | -100       |                 | 5               | -8              |                    | 9                  | -11                |             | 0           | 0           | 129    | -119   |
| gen.-giu. 2023     | Pafos              | A                  | 6+10       | -6 + -10   | CC              | 4               | -6              | -                  | -                  | -                  | -           | -           | -           | 20     | -22    |
| 2023-2024          | Pafos              | A                  | 26+10      | -20 + -13  | CC              | 5               | -2              | -                  | -                  | -                  | -           | -           | -           | 41     | -35    |
| 2024-2025          | Pafos              | A                  | 9          | -5         | CC              | 0               | 0               | UEL+UECL           | 2+11               | -8 + -10           | SC          | 1           | -1          | 23     | -24    |
| Totale Pafos FC    | Totale Pafos FC    | Totale Pafos FC    | 61         | -54        |                 | 9               | -8              |                    | 13                 | -18                |             | 1           | -1          | 84     | -81    |
| Totale carriera    | Totale carriera    | Totale carriera    | 229        | -230       |                 | 19              | -25             |                    | 22                 | -29                |             | 1           | -1          | 271    | -285   |

### Cronologia presenze e reti in nazionale
| Cronologia completa delle presenze e delle reti in nazionale ― Croazia | Cronologia completa delle presenze e delle reti in nazionale ― Croazia | Cronologia completa delle presenze e delle reti in nazionale ― Croazia | Cronologia completa delle presenze e delle reti in nazionale ― Croazia | Cronologia completa delle presenze e delle reti in nazionale ― Croazia | Cronologia completa delle presenze e delle reti in nazionale ― Croazia | Cronologia completa delle presenze e delle reti in nazionale ― Croazia | Cronologia completa delle presenze e delle reti in nazionale ― Croazia |
| Data                                                                   | Città                                                                  | In casa                                                                | Risultato                                                              | Ospiti                                                                 | Competizione                                                           | Reti                                                                   | Note                                                                   |
| ---------------------------------------------------------------------- | ---------------------------------------------------------------------- | ---------------------------------------------------------------------- | ---------------------------------------------------------------------- | ---------------------------------------------------------------------- | ---------------------------------------------------------------------- | ---------------------------------------------------------------------- | ---------------------------------------------------------------------- |
| 4-9-2021                                                               | Bratislava                                                             | Slovacchia                                                             | 0 – 1                                                                  | Croazia                                                                | Qual. Mondiali 2022                                                    | -                                                                      | 90+3’                                                                  |
| 7-9-2021                                                               | Spalato                                                                | Croazia                                                                | 3 – 0                                                                  | Slovenia                                                               | Qual. Mondiali 2022                                                    | -                                                                      |                                                                        |
| 29-3-2022                                                              | Al Rayyan                                                              | Croazia                                                                | 2 – 1                                                                  | Bulgaria                                                               | Amichevole                                                             | -1                                                                     |                                                                        |
| 3-6-2022                                                               | Osijek                                                                 | Croazia                                                                | 0 – 3                                                                  | Austria                                                                | UEFA Nations League 2022-2023 - 1º turno                               | -3                                                                     |                                                                        |
| 13-6-2022                                                              | Saint-Denis                                                            | Francia                                                                | 0 – 1                                                                  | Croazia                                                                | UEFA Nations League 2022-2023 - 1º turno                               | -                                                                      |                                                                        |
| 23-3-2024                                                              | Il Cairo                                                               | Tunisia                                                                | 0 – 0 (4 – 5 dtr)                                                      | Croazia                                                                | Amichevole                                                             | -                                                                      | 46’                                                                    |
| Totale                                                                 |                                                                        | Presenze                                                               | 6                                                                      |                                                                        | Reti                                                                   | -4                                                                     |                                                                        |

| Cronologia completa delle presenze e delle reti in nazionale ― Croazia under 20 | Cronologia completa delle presenze e delle reti in nazionale ― Croazia under 20 | Cronologia completa delle presenze e delle reti in nazionale ― Croazia under 20 | Cronologia completa delle presenze e delle reti in nazionale ― Croazia under 20 | Cronologia completa delle presenze e delle reti in nazionale ― Croazia under 20 | Cronologia completa delle presenze e delle reti in nazionale ― Croazia under 20 | Cronologia completa delle presenze e delle reti in nazionale ― Croazia under 20 | Cronologia completa delle presenze e delle reti in nazionale ― Croazia under 20 |
| Data                                                                            | Città                                                                           | In casa                                                                         | Risultato                                                                       | Ospiti                                                                          | Competizione                                                                    | Reti                                                                            | Note                                                                            |
| ------------------------------------------------------------------------------- | ------------------------------------------------------------------------------- | ------------------------------------------------------------------------------- | ------------------------------------------------------------------------------- | ------------------------------------------------------------------------------- | ------------------------------------------------------------------------------- | ------------------------------------------------------------------------------- | ------------------------------------------------------------------------------- |
| 23-4-2015                                                                       | Pasching                                                                        | Qatar under 20                                                                  | 2 – 1                                                                           | Croazia under 20                                                                | Amichevole                                                                      | -2                                                                              |                                                                                 |
| 25-4-2015                                                                       | Salisburgo                                                                      | Stati Uniti under 20                                                            | 1 – 0                                                                           | Croazia under 20                                                                | Amichevole                                                                      | -1                                                                              | 84’                                                                             |
| Totale                                                                          |                                                                                 | Presenze                                                                        | 2                                                                               |                                                                                 | Reti                                                                            | -3                                                                              |                                                                                 |

| Cronologia completa delle presenze e delle reti in nazionale ― Croazia under 19 | Cronologia completa delle presenze e delle reti in nazionale ― Croazia under 19 | Cronologia completa delle presenze e delle reti in nazionale ― Croazia under 19 | Cronologia completa delle presenze e delle reti in nazionale ― Croazia under 19 | Cronologia completa delle presenze e delle reti in nazionale ― Croazia under 19 | Cronologia completa delle presenze e delle reti in nazionale ― Croazia under 19 | Cronologia completa delle presenze e delle reti in nazionale ― Croazia under 19 | Cronologia completa delle presenze e delle reti in nazionale ― Croazia under 19 |
| Data                                                                            | Città                                                                           | In casa                                                                         | Risultato                                                                       | Ospiti                                                                          | Competizione                                                                    | Reti                                                                            | Note                                                                            |
| ------------------------------------------------------------------------------- | ------------------------------------------------------------------------------- | ------------------------------------------------------------------------------- | ------------------------------------------------------------------------------- | ------------------------------------------------------------------------------- | ------------------------------------------------------------------------------- | ------------------------------------------------------------------------------- | ------------------------------------------------------------------------------- |
| 30-4-2013                                                                       | Hradec Králové                                                                  | Rep. Ceca under 19                                                              | 2 – 1                                                                           | Croazia under 19                                                                | Amichevole                                                                      | -1                                                                              | 51’                                                                             |
| Totale                                                                          |                                                                                 | Presenze                                                                        | 1                                                                               |                                                                                 | Reti                                                                            | -1                                                                              |                                                                                 |

## Palmarès

### Club

#### Competizioni nazionali
- Coppa di Cipro: 1

Pafos: 2023-2024
- Campionato cipriota: 1

Pafos: 2024-2025